# الكذبة الكبرى (فلم)
الكذبة الكبرى (بالإنجليزية: The Great Lie) هو فيلم دراما تم إنتاجه في الولايات المتحدة وصدر في سنة 1941.

## طاقم التمثيل
- بيت ديفيس

## الميزانية والإيرادات
بلغت تكلفة إنتاج الفيلم حوالي 689,253 دولار.

### ترشيحات وجوائز
| السنة | الحدث          | الفئة                   | النتيجة |
| ----- | -------------- | ----------------------- | ------- |
|       | جائزة الأوسكار | أفضل ممثلة في دور مساعد | فوز     |

## وصلات خارجية
- مقالات تستعمل روابط فنية بلا صلة مع ويكي بيانات